# Harboøre Kirke
Harboøre Kirke er en kirke i Harboøre opført i 1910 efter tegninger af K. Varming. Den tidligere kirke fra 1500-tallet på samme sted, som havde været igennem mange ombygninger blev nedrevet i 1909. Byggeriet af en ny kirke kan også ses i lyset af den vækkelse, som fandt sted, og som var stærk i dette sogn.
Den nuværende kirke er opført i nyromansk stil. Tårnets nederste del er rester af den oprindelige kirke. Herudover består kirken af skib og kor. Våbenhus er indrettet i korsarmen mod nord.

## Inventar
Altertavlen er i renæssance stil, indkøbt 1605 formentlig ved hjælp af indsamlede midler blandt sognets beboere. Altertavlens oprindelige malerier blev udskiftet, samtidig med at den nye kirke blev taget i brug. Hovedmotivet forestiller Jesus, som tager imod de små børn.
Døbefonten af granit har udhuggede hoveder og er fra 1200-tallet.
Prædikestolen med apostelbilleder samt tilhørende lydhimmel er fra 1618.
Kirkerummet fremtræder lyst med enkle stolestader i blå almuefarve. En mindetavle over 2 fiskerlavs forlis, henholdsvis i 1862 samt 1863, er ophængt på skibets sydvæg og er med til at fortælle sognets historie tæt ved Vesterhavet.
Kirkens orgel, et Frobenius, blev i 1968 opsat på pulpituret over korsarmen, men i 1985 flyttedes det til det oprindelige orgelpulpitur. Også det oprindelige orgel var et Frobenius.

## Kirkegården
På kirkegården er blandt andet en mindesten over de fiskere, som druknede den 21. november 1893. I alt omkom 48, heraf var de 26 fra Harboøre, 2 fra Vorupør, 13 fra Agger og 7 fra Klitmøller. Det fremgår af stenen, at 19 kvinder blev enker og 70 børn faderløse.
Ved en fællesbegravelse af 14 af de druknede søfolk fra Harboøre den 27. november holdt den tidligere sognepræst, Carl Julius Moe, en tale som vakte skandale blandt dem, som ikke tilhørte Indre Mission, og som ikke var vant til vækkelsestaler.
C.J. Moe udtalte: "dersom I ikke omvender jer nu, kan I aldrig frelses" – og fortsatte "det nytter ikke at nægte, at en del af dem, der ligger i disse kister, ikke havde noget liv i Jesus". Da så mange var omkommet, var pressen fra bl.a. København mødt op, og Henrik Cavling skrev i Politiken: "Det var ikke en begravelse. Det var en eksekution".
En anden af kirkegårdens mindesten er rejst til minde over 12 mand, som druknede under en aktion med deres redningsbåd Liløre 25. januar 1897.
Til minde om den russiske fregat Alexandr Nevskij, som forliste 25. september 1868, er rejst en sten. Ombord var ca. 800 mand, som stort set alle blev reddet, ikke mindst takket være underofficer Shiloff og matros Pliakoff, der begge omkom under redningsaktionen.
Fra 1. verdenskrig er rejst en sten til minde om 25 tyske marinesoldater, som omkom i deres ubåd 31. maj 1916. Endvidere er der en mindemur over druknede fiskere, rejst 1942.
- Det ene af Alexandr Nevskijs ankre
- De 3 russiske besætningsmedlemmers grav
- Mindemuren
- Mindesten for 26 fiskere druknet 1893